# Bitwa pod Tuttlingen
Bitwa pod Tuttlingen – starcie zbrojne, które miało miejsce 24 listopada 1643 roku podczas wojny trzydziestoletniej.

## Wstęp
Wielkie zwycięstwo francuskie pod Rocroi 19 maja 1643 spowodowało, że Mazarin postanowił zmienić swój kierunek ataku i przenieść główny ciężar walk z frontu w Niderlandach do Niemiec. Jeszcze przed październikiem 1643 marszałek de Guébriant, naczelny wódz sił francuskich w Niemczech, otrzymał w końcu dostateczne posiłki by wznowić ofensywę na terenie Niemiec. Francuzi wkroczyli do Szwabii i 19 listopada 1643 zdobyli Rottweil.
Jednak na dwa dni przed kapitulacją twierdzy, 17 listopada w wyniku ran otrzymanych podczas szturmu, zginął naczelny wódz armii francuskiej w Niemczech Jean-Baptiste de Guébriant, przekazując tym sposobem armię w mniej odpowiednie ręce holsztyńskiego najemnika Josiasa Rantzaua.

## Bitwa
Armia bawarska pod von Werthem i von Mercym, razem z posiłkami cesarskimi grafa von Hatzfeldta oraz wojskami Karola Lotaryńskiego błyskawicznie zareagowała na zagrożenie jej zimowych kwater w Szwabii. Dnia 24 listopada 1643 wojska cesarsko-bawarskie zaatakowały francuską armię, która w okolicach Tuttlingen była na leżach zimowych. Francuzi zupełnie nie spodziewali się ataku, nie byli więc przygotowani do obrony. Dnia 24 listopada von Werth zaskoczył i pokonał sasko-weimarskie wojska (żołnierze z armii Bernarda Weimarskiego) pod Tuttlingen. Rantzau próbował odzyskać utracone pozycje, ale tak nieudolnie, że został kompletnie rozbity przez von Mercy'ego i stracił niemal całą armię.

## Skutki bitwy
Marszałek Rantzau i 7000 żołnierzy francuskich dostało się do niewoli, a Rottweil zostało odzyskane przez Bawarczyków 2 grudnia 1643. Francuzi zostali zmuszeni do wycofania się do linii Renu. Stracili 2/3 swojej armii, a szczególnie bolesną była strata doświadczonych oddziałów sasko-weimarskich Bernarda Weimarskiego.
W reakcji na katastrofę pod Tuttlingen wezwany został z Włoch Henri de Turenne, któremu powierzono naczelne dowództwo nad armią francuską w Niemczech (Armeé d’Allemagne). Zdziesiątkowana armia została wzmocniona nowymi posiłkami.